# Valea Argovei
Valea Argovei – wieś w Rumunii, w okręgu Călărași, w gminie Valea Argovei. W 2011 roku liczyła 1505 mieszkańców.